# Yuma Asami
Yuma Asami (麻美 ゆま) (También conocida como Asami Yuma) es una ex-AV Idol y cantante japonesa. En 2005 Asami comenzó a aparecer en varias cintas de contenido para adultos de Alice Japan y S1 No. 1 Style. Una de sus películas ganó el primer premio en la Japanese Adult Video Awards, y ella ha ganado numerosos premios como actriz. Además, ha aparecido en algunos videos de gravure, Pink Films y series de televisión.

## Vida y carrera

### S1 y Alice Japan
Asami nació en Tokio el 24 de marzo de 1987, e hizo su debut en octubre de 2005 a la edad de 18 años. Desde esa fecha, ha tenido contratos con dos de las mayores empresas de contenido para adultos más grandes de Japón: Alice Japan y S1 No. 1 Style; Desde que comenzó su carrera, ha estado rodando una media de una película al mes con cada una de estas empresas. La mayoría de sus películas con S1 han sido dirigidas por el director Hideto Aki. Ambos estudios están especializados en un tipo de pornografía más suave, con escenas en las que se suele incluir una sola actriz, sin guion o uno muy simple, y evitando por lo general actividades pornográficas japonesas más extremas.
Asami ha estado también involucrada en una gran cantidad de proyectos un tanto inusuales con Alice Japan, la mayoría de ellos dirigidos por KENGO; Entre ellos destaca Amateur Actor Audition - Yuma Asami, editada en 2007, donde Asami entrevista a 10 potenciales actores, con edades comprendidas entre 19 y 41 años, además de probar sus habilidades sexuales. Por otro lado también se lanzó en 2008 AV Actress Audition - Yuma Asami, donde Asami interpreta a la representante de una compañía y entrevista a 10 aspirantes a actrices. También fue lanzado en 2008 Number One Idol Yuma Asami Produce Real Virgins, donde conoce a fanes "vírgenes" que son iniciadas sexualmente por la misma Asami. Otro ejemplo es el video de 2008 Hypnotic Pleasure, donde Asami es hipnotizada ficticiamente y obligada a hacer diversas actividades, incluyendo escenas sexuales mientras le hacen creer que nunca ha estado frente a una cámara.
En junio de 2010, Asami apareció en uno de los dos primeros videos para adultos en 3D, en una cinta llamada Attracting The Best Stereoscopic 3D Yuma Asami Sex BODY, producida por S1. El lanzamiento de estas dos cintas marcaron una introducción a los televisores 3D por parte de Sony y Panasonic, esperando ambas compañías que sus ventas aumentaran considerablemente.

### Películas Softcore
Además de sus apariciones en cintas más hardcore, Asami ha hecho aparición en numerosas películas de contenido gravure, cuya contenido principalmente incluye desnudos pero no acto sexual.
Fue la estrella de la película softcore Ninja She Devil (妖艶くノ一伝 ～鍔女篇), dirigida por Yoshikazu Katō. En el video, editado por GP Museum en octubre de 2006, también aparecía la actriz Lemon Hanazawa.
En otro género, también apareció en la pink film Siren X (妖女伝説セイレーンＸ～魔性の誘惑～), una película de terror erótico dirigida por Hideo Jojo y en la que también aparecía la actriz Yuria Hidaka. En la película, estrenada en Osaka en abril de 2008, Asami interpreta a la misteriosa y moribunda propietaria de una posada. La película fue editada en DVD en octubre del mismo año.
En octubre de 2010, Asami protagonizó Shinshaku: Yojōhan fusuma no shitabari (新釈　四畳半襖の下張り), un remake de la película The World of Geisha, la pink film de 1973 basada en la novela de Kafū Nagai. La obra fue dirigida por otra actriz, Kyōko Aizome, y en ella también aparecía Kyoko Hayami, que se dio a conocer con el film de culto The Glamorous Life of Sachiko Hanai'. La cinta fue lanzada en DVD en enero de 2011.

### Televisión
Asami apareció en la serie de televisión japonesa Shimokita GLORY DAYS (下北GLORY DAYS) junto con un buen número de actrices de S1, como Sora Aoi y Honoka. La serie de 12 capítulos que emitió TV Tokyo comenzó su en abril de 2006, y en ella Asami interpretaba a Komori Miha, personaje que aparece también en el manga que inspiró la serie, donde un estudiante universitario se traslada a Tokio y comparte piso con multitud de atractivas féminas.
En 2007 apareció también en el episodio 5 del drama erótico Shinjuku swan (新宿スワン　歌舞伎町スカウトサバイバル)
También tuvo un papel en la secuela de la serie Jōō Virgin (嬢王 Virgin), emitida por TV Tokyo. En la serie también aparecen Sora Aoi, Akiho Yoshizawa y Saori Jara.

### Otras actividades
Asami demostró sus dotes como cantante por primera vez en enero de 2008, con el lanzamiento del disco de Pop Resolution. El CD viene acompañado de un DVD extra que incluye imágenes, un video musical y un video en el que se muestra cómo se hizo.
Además, ha tenido una fuerte actividad en la publicidad, haciendo publicidad para el sitio web para adultos Tospo.jp.
También colaboró con el diseño de una camiseta para Cex Work, una compañía que fundó el fotógrafo Yasumasa Yonehara. La camiseta se lanzó en octubre de 2007, y en ella aparece una fotografía de Asami semi-desnuda, hecha por el mismo Yonehara.

### Popularidad y reconocimiento
Asami se convirtió en una de las actrices más populares de todo Japón prácticamente desde su debut, y no es raro ver sus cintas en las listas de los DVD más alquilados y vendidos. El sitio web DDM realizó dos listas con las 100 actrices pornográficas japonesas que más habían vendido en 2006 y 2007, respectivamente, situándose Asami en el primer puesto de ambas.
Asami ganó el premio Grand Prix en la edición de 2006 de los Japanese Adult Video Awards, otorgado gracias a sus fanes. En 2007 su video Hyper Risky Mosaic - Special Bath House Tsubaki, producido por S1 y en el que aparecen otras 11 actrices de la misma compañía, ganó el premio First Place Award en la edición de ese año de la AV Open. Además de todo ello, en la edición de 2008 de la Adult Broadcasting Awards, donde participaron las estrellas del cine adulto más aclamadas de los canales por satélite de SKY PerfecTV!, Asami ganó el premio "Más apariciones" en 2007, y fue posteriormente ovacionada por enseñar la parte superior de sus pechos al público. Por su parte, su video Double Risky Mosaic, Rio & Yuma, editado en noviembre de 2008, ganó el premio Grand Prix de ese año, además de alzarse con los premios al DVD más vendido, al Mejor diseño y a la Mejor actriz, entre otros.

### Lucha contra el Cáncer y retiro de la industria AV
El 6 de junio de 2013 anunció públicamente que en febrero de ese año fue intervenida quirúrgicamente para extirparle un tumor en el ovario y que estaba recibiendo quimioterapia.
El tumor se descubrió cuando se sometió a una resonancia magnética por problemas estomacales. Tras extirparle el útero y los ovarios los médicos descubrieron un tumor limítrofe en estadio 3 de 4 en cuanto a desarrollo.
En agosto de ese mismo año comentó que se había sometido a seis tratamientos de quimioterapia y se encontraba en vías de recuperación.
En febrero de 2014 reveló que continuaría su carrera artística como cantante y que publicaría un libro autobiográfico, el mismo se tituló: Re Start ~どんな時も自分を信じて~ y se lanzó a la venta dos meses después.
En conjunto, realizó actividades altruistas con la organización “Cáncernet Japan” para concientizar sobre la prevención del Cáncer de ovario.
En mayo de 2015 hizo oficial su retiro de la industria para adultos y desde entonces ha enfocado su carrera como cantante, ofreciendo presentaciones y conciertos en vivo.

## Filmografía

### 2005
| Fecha de lanzamiento | Título                                                                   | Compañía e ID              | Director       | Notas |
| -------------------- | ------------------------------------------------------------------------ | -------------------------- | -------------- | ----- |
| 29-10-2005           | Innocent Hard-Core (純情ハードコア)                                      | Alice Japan KA-2242 DV-539 | Kazutoshi Goto | Debut |
| 07-11-2005           | New Face Risky Mosaic (新人ギリギリモザイク)                             | S1 ONED-292                | Hideto Aki     |       |
| 25-11-2005           | Emotional Hard Core (激情ハードコア)                                     | Alice Japan KA-2245        | Kazutoshi Goto |       |
| 19-12-2005           | Yuma's Sex Will Be Shown Thoroughly (ゆまのセックスじっくり見せてあげる) | S1 ONED-323                | Hideto Aki     |       |
| 30-12-2005           | Mejiri (拘束椅子トランス)                                                | Alice Japan KA-2247        | Yuji Sakamoto  |       |

### 2006
| Fecha de lanzamiento | Título                                                                             | Compañía e ID                   | Director           | Notas                                                                                |
| -------------------- | ---------------------------------------------------------------------------------- | ------------------------------- | ------------------ | ------------------------------------------------------------------------------------ |
| 07-01-2006           | Moist Concentrate Sex (ネットリ濃厚セックス)                                       | S1 ONED-333                     | Hideto Aki         |                                                                                      |
| 27-01-2006           | The Contrary Soap Heaven (逆ソープ天国)                                            | Alice Japan KR-9251             | Shigeo Katsuyama   |                                                                                      |
| 07-02-2006           | Six Costumes Pakopako! (6つのコスチュームでパコパコ！)                             | S1 ONED-352                     | Hideto Aki         |                                                                                      |
| 24-02-2006           | Riding a Face (顔面騎乗)                                                           | Alice Japan KR-9252             | Dragon Nishikawa   |                                                                                      |
| 07-03-2006           | Sex on the Beach, Southern Island Pakopako! (SEX ON THE BEACH～南の島でパコパコ！) | S1 ONED-374                     | Hideto Aki         |                                                                                      |
| 24-03-2006           | Uniform Doll (制服人形)                                                            | Alice Japan KA-2259             | Kazutoshi Goto     |                                                                                      |
| 07-04-2006           | The Big Tits Nursery Just for Me (僕だけのボイン保育園)                            | S1 ONED-396                     | Hideto Aki         |                                                                                      |
| 21-04-2006           | Rabupara Yuma Asami (らぶぱら 麻美ゆま)                                            | Happinet TSVD-41045             |                    | Gravure                                                                              |
| 28-04-2006           | Self Portrait #6 (セルフポートレート#6)                                            | Alice Japan KA-2265             | Yoshinori Kasuga   |                                                                                      |
| 07-05-2006           | Let's Have Sex in School (学校でセックスしよっ)                                    | S1 ONED-424                     | Hideto Aki         |                                                                                      |
| 26-05-2006           | Fetish Yuma (フェティッシュゆま)                                                   | Alice Japan KA-2268             | Kyuhei Tsubakihara |                                                                                      |
| 07-06-2006           | Super Titty-Fucking 3 (激パイズリ3)                                                | S1 ONED-453                     | Hideto Aki         |                                                                                      |
| 25-06-2006           | Naked Venus Yuma Asami (ネイキッドビーナス 麻美ゆま)                               | BM.3 TJCA-10004                 |                    | Gravure                                                                              |
| 25-06-2006           | Ratai Yuma Asami (裸体 麻美ゆま)                                                   | Happinet SFLB-47                |                    | Gravure                                                                              |
| 30-06-2006           | Abnormal Exercise (変態の練習)                                                     | Alice Japan KA-2273             | Yuji Sakamoto      |                                                                                      |
| 07-07-2006           | SPakopako Newlywed Life With Yuma (ゆまとのパコパコ新婚生活)                       | S1 ONED-478                     | Hideto Aki         |                                                                                      |
| 28-07-2006           | Obscene Model (猥褻モデル)                                                         | Alice Japan KA-2274             | Kazutoshi Goto     |                                                                                      |
| 07-08-2006           | Climax! Too Much Coming Squirting Fuck (絶頂！イキまくり潮吹きFUCK)                | S1 ONED-500                     | Iggy Coen          |                                                                                      |
| 07-08-2006           | Hyper – Barely There Mosaic (ハイパーギリギリモザイク)                             | S1 ONSD-028                     |                    | Recopilatorio Con Sora Aoi, Yua Aida, Maria Ozawa & Honoka Ganadora del AV Open 2006 |
| 31-08-2006           | Yuma Asami's Tits Talk (麻美ゆまと乳話しませんか？)                                | Alice Japan NDV-0385            | Akira Takatsuki    |                                                                                      |
| 07-09-2006           | My Only Yuma (僕だけの♥ゆま)                                                       | S1 ONED-527                     | Alala Kurosawa     |                                                                                      |
| 13-09-2006           | Kireina Sex (キレイナセックス )                                                    | Happinet CON-8                  |                    | Gravure                                                                              |
| 29-09-2006           | Watch Me Do It! (超カメラ目線主義)                                                 | Alice Japan NDV-0397            | Yuji Sakamoto      |                                                                                      |
| 19-10-2006           | Delusional Special Bath (妄想的特殊浴場)                                           | S1 ONED-571                     | K.C.Takeda         |                                                                                      |
| 20-10-2006           | Yuma Asami - The Best ()                                                           | Alice Japan DV-678              | Yuji Sakamoto      | Recopilatorio                                                                        |
| 25-10-2006           | Yoen Kunoichi Den Tsubame Hen (妖艶くノ一伝 ～鍔女(つばめ)篇)                      | GP Museum DMSM-6872 / DMSM-6864 | Yoshikazu Kato     | Softcore                                                                             |
| 27-10-2006           | Yuma Asami 1st Anniversary ()                                                      | Alice Japan NDV-0406            | Kunihiro Hasegawa  |                                                                                      |
| 07-11-2006           | Hyper-Risky Mosaic (ハイパーギリギリモザイク)                                      | S1 ONED-591                     | [Jo]Style          |                                                                                      |
| 30-11-2006           | Let's Play Doctor (お医者さんごっこしよ)                                           | Alice Japan DV-704              | Yuji Sakamoto      |                                                                                      |
| 07-12-2006           | Pakopako Via Swimsuit (水着でパコパコしよっ)                                       | S1 ONED-625                     | Ishibashi Wataru   |                                                                                      |
| 28-12-2006           | Fuck & Roll ()                                                                     | Alice Japan NDV-0434            | Yuji Sakamoto      |                                                                                      |

### 2007
| Fecha de lanzamiento | Título | Compañía e ID        | Director           | Notas |
| -------------------- | --- | -------------------- | ------------------ | --- |
| 07-01-2007           | BakoBako Gangbang 21 (バコバコ乱交21)                                                                       | S1 ONED-651          | Iggy Coen          | |
| 19-01-20007          | Yuma Asami Collection 1 (麻美ゆま COLLECTION 1)                                                             | S1 ONSD-059          |                    | Recopilación |
| 26-01-2007           | Sex is My Specialty! (麻美ゆまがセックスで応援！)                                                           | Alice Japan DV-731   | Kazutoshi Goto     | |
| 07-02-2007           | Violent Piston 7 (激烈ピストン7)                                                                            | S1 ONED-675          | Kyosei             | |
| 23-02-2007           | Rodeo Fuck                                                                                                  | Alice Japan DV-745   | KENGO              | |
| 23-03-2007           | Greatest Tits: Yuma Asami (グレイテスト ティッツ 麻美ゆま)                                                  | Alice Japan DV-755   |                    | |
| 07-03-2007           | Living With Yuma and Honoka (ゆまと穂花との共同生活)                                                        | S1 ONED-698          | Hideto Aki         | Junto con Honoka |
| 08-03-2007           | Premium Honey Yuma Asami (PREMIUM HONEY 麻美ゆま)                                                           | SOD CHD-019          |                    | Gravure |
| 07-04-2007           | Endless Climax! Ultra Ecstasy Fuck (無限絶頂！激イカセFUCK)                                                 | S1 ONED-721          | Hideto Aki         | |
| 27-04-2007           | My Favorite Forced-Sex (無理矢理ちっくなセックスが好き)                                                     | Alice Japan DV-772   | Yuji Sakamoto      | |
| 03-05-2007           | Hyper Risky Mosaic - Special Bath House Tsubaki (ハイパーギリギリモザイク 特殊浴場 TSUBAKI 貸切入浴料1億円) | S1 OPEN-0705         | Hideto Aki         | Con Sora Aoi, Honoka, Sho Nishino, Asami Ogawa, Akiho Yoshizawa, MO ☆ MO, Mako Katase, Chinatsu Izawa, Megumi Haruka, Karin & China Miyu |
| 07-05-2007           | Screaming! Big Magnum Fuck (絶叫！ビッグマグナムFUCK)                                                       | S1 ONED-747          | Midori Kohaku      | |
| 25-05-2007           | Dear Yuma Will Teach You (ゆまチン先生が教えてあげる)                                                       | Alice Japan DV-790   | Yuji Sakamoto      | |
| 29-05-2007           | Juicy Honey (ジューシーハニー)                                                                              | Happinet JYH-1       |                    | Gravure |
| 07-06-2007           | Hyper Risky Mosaic MV (ハイパーギリギリモザイクMV)                                                          | S1 ONED-765          | Kazuhiko Matsumoto | |
| 15-06-2007           | The Real Yuma Asami Fuckin' Live (THEリアル)                                                                | Alice Japan DV-795   | Yuji Sakamoto      | |
| 29-06-2007           | Alice Pink File (アリスピンクファイル)                                                                      | Alice Japan NDV-0523 | Kanda Usagi        | |
| 07-07-2007           | 20 Costumes Pakopako! (20コスチュームでパコパコ！)                                                          | S1 ONED-787          | Ishibashi Wataru   | |
| 13-07-2007           | Shouting! Shuddering! Cumming! (絶叫！痙攣！イキ涙！)                                                       | Alice Japan DV-806   | Yuji Sakamoto      | |
| 07-08-2007           | First Rate Body Fuck (極上ボディFUCK)                                                                       | S1 ONED-812          | Midori Kohaku      | |
| 17-08-2007           | A Lecherous Woman (痴女)                                                                                    | Alice Japan DV-813   | KENGO              | |
| 06-09-2007           | Premium Honey Yuma Asami Second Impact (PREMIUM HONEY 麻美ゆま SECOND IMPACT)                               | SOD CHD-026          |                    | Gravure |
| 07-09-2007           | Shiofuki Hyper Risky Mosaic (潮吹きハイパーギリギリモザイク)                                                | S1 ONED-832          | Iggy Coen          | |
| 14-09-2007           | My Putty-Like Pet (ぼくのいいなりペット)                                                                    | Alice Japan DV-823   | Yuji Sakamoto      | |
| 07-10-2007           | 6 Sex Service Shops PakoPako (6つの風俗店でパコパコ！)                                                      | S1 ONED-850          | K.C.Takeda         | |
| 12-10-2007           | Amateur Actor Audition (素人男優オーディション)                                                             | Alice Japan DV-834   | KENGO              | |
| 07-11-2007           | My Girlfriend (僕の彼女)                                                                                    | S1 ONED-869          | Hideto Aki         | |
| 09-11-2007           | Ero (B)Ero - Deep Kiss, Body Lip & Fellatio (Ero (B)Ero 濃厚フェラチオねっとり舌愛撫)                       | Alice Japan DV-846   | Yuji Sakamoto      | |
| 07-12-2007           | Massive Ejaculation On Her Face (ものすごい顔射)                                                            | S1 ONED-886          | Hideto Aki         | |
| 07-12-2007           | Special Bath House Tsubaki 8 Hours (ハイパー×ギリギリモザイク 特殊浴場TSUBAKI8時間)                         | S1 ONED-891          | Hideto Aki         | Editado previamente el 3 de mayo de 2007 en una versión de 4 horas como OPEN-0705                                                        |
| 14-12-2007           | Beautiful Woman Becomes Good At Full Body Hand Oil Massage (美しい女性になるための全身ハンドオイルエステ)   | Alice Japan DV-858   | Yuji Sakamoto      | |

### 2008
| Fecha de lanzamiento | Título                                                                                         | Compañía e ID         | Director       | Notas                                           |
| -------------------- | ---------------------------------------------------------------------------------------------- | --------------------- | -------------- | ----------------------------------------------- |
| 07-01-2008           | Yuma is Your Obedient Toy (ゆまはアナタのいいなり玩具)                                         | S1 ONED-904           | Hideto Aki     |                                                 |
| 11-01-2008           | Patience (我慢)                                                                                | Alice Japan DV-868    | Hifumi Tatsuwo |                                                 |
| 25-01-2008           | X Jikan (Ecstasy) 1 Yuma Asami (X時間 (エクスタシー) (1) 麻美ゆま)                             | Happinet GBIL-803     |                | Gravure - Incluye una canción grabada por Asami |
| 07-02-2008           | Non Stop Incontinence (止まらない失禁)                                                         | S1 ONED-922           | Iggy Coen      |                                                 |
| 08-02-2008           | Admired Swimming Instructor (憧れの競泳水着インストラクター)                                   | Alice Japan DV-879    | Yuji Sakamoto  |                                                 |
| 07-03-2008           | Incest (近親相姦)                                                                              | S1 ONED-940           | Hideto Aki     |                                                 |
| 14-03-2008           | Chance Encounter 4 Seconds Union (出会って4秒で合体)                                           | Alice Japan DV-888    | Yuji Sakamoto  |                                                 |
| 11-04-2008           | Sex Linked Together (数珠繋ぎ性交)                                                             | Alice Japan DV-899    | Yuji Sakamoto  |                                                 |
| 19-04-2008           | Yuma and Minori (ゆまとみのり)                                                                 | S1 ONED-961           | Hideto Aki     | Co-starring Minori Hatsune                      |
| 07-05-2008           | My Only Yuma Asami (僕だけの麻美ゆま)                                                          | S1 ONED-972           | Hideto Aki     |                                                 |
| 09-05-2008           | Number One Idol Yuma Asami Produce Real Virgins (NO.1アイドル麻美ゆまが童貞をプロデュース)     | Alice Japan DV-907    | KENGO          |                                                 |
| 13-06-2008           | Hypnotic Pleasure (催眠快楽)                                                                   | Alice Japan DV-918    | NanQ           |                                                 |
| 19-06-2008           | Deep Throat (ディープスロート)                                                                 | S1 SOE-001            | Hideto Aki     |                                                 |
| 25-06-2008           | X Jikan (Ecstasy) 12 Yuma Asami (X時間 (エクスタシー) (12) 麻美ゆま)                           | Happinet GBIL-821     |                | Gravure - Incluye una canción grabada por Asami |
| 11-07-2008           | Yuma Asami and 100 Onanists (麻美ゆまと100人のオナニスト)                                      | Alice Japan DV-928    | KENGO          |                                                 |
| 08-08-2008           | AV Actress Audition - Yuma Asami (ナンバーワンAV女優≪麻美ゆま≫の素人女優オーディション)        | Alice Japan DV-939    | KENGO          |                                                 |
| 19-08-2008           | Repeated Death, Grand Orgasm (繰り返す昇天、壮絶アクメ。)                                      | S1 SOE-022            |                |                                                 |
| 12-09-2008           | The Younger Boys (年下の男の子)                                                                | Alice Japan DV-948    | KENGO          |                                                 |
| 19-09-2008           | Nasty Kiss and Sex (ギリモザ 美しい痴女の接吻と性交)                                           | S1 SOE-059            | Hitoshi Nimura |                                                 |
| 03-10-2008           | Yojo Densetsu Seiren X - Masho no Yuwaku (妖女伝説セイレーンX ～魔性の誘惑～ )                 | Take Shobo TSDS-75136 | Hideo Jojo     | Softcore                                        |
| 10-10-2008           | Let Us Have a Calisthenic Sex (ＮＯ.１アイドル麻美ゆまを軟体に改造)                            | Alice Japan DV-962    | Yuji Sakamoto  |                                                 |
| 19-10-2008           | First Gokkun and Sex (初めての精飲とセックス)                                                  | S1 SOE-080            | Ekimoto        |                                                 |
| 14-11-2008           | The Penises Training Camp (ゆまチンとイク！早漏改善合宿) Yuma chin to iku! Sōrō kaizengasshuku | Alice Japan DV-973    | KENGO          |                                                 |
| 22-11-2008           | Double Risky Mosaic, Rio & Yuma (Wギリモザ Rioとゆま)                                          | S1 AVGP-109           | Hideto Aki     | Con Rio (Tina Yuzuki)                           |
| 12-12-2008           | Station Plaza Kiss Date (駅前ベロちゅうデート)                                                 | Alice Japan DV-986    | KENGO          |                                                 |
| 19-12-2008           | Harder, Fuck Me Harder (もっと激しく、激しく突いて)                                            | S1 SOE-123            | Iggy Coen      |                                                 |

### 2009
| Fecha de lanzamiento                  | Título                                                                                                   | Compañía e ID                       | Director                      | Notas |
| ------------------------------------- | --- | ----------------------------------- | ----------------------------- | --- |
| 07-01-2009                            | Maison Tsubaki (めぞんTSUBAKI)                                                                           | S1 SOE-141                          | Hideto Aki                    | Con Ai Sayama, Akiho Yoshizawa, Ruru Anoa, Mihiro, Minori Hatsune, Rika Aiuchi, Risa Kasumi & Rio (Tina Yuzuki)                  |
| 09-01-2009                            | Endless Cleaning Fellatio (終わらないお掃除フェラ)                                                       | Alice Japan DV-996                  | Yuji Sakamoto                 | |
| 19-01-2009                            | The Raped Female Teacher (犯された女教師)                                                                | S1 SOE-146                          | Yuji Sakamoto                 | |
| 13-02-2009                            | Yuma Asami is Dispatched to Your House (キミの家に、麻美ゆまを派遣します。)                              | Alice Japan DV-1011                 | Minami Haou                   | |
| 19-02-2009                            | Bodily Fluids Mingling, Rich Fuck (交わる体液､濃密セックス)                                              | S1 SOE-166                          | Minami Haou                   | |
| 13-03-2009                            | Rubber Cosplay                                                                                           | Alice Japan DV-1022                 | Eigo Mochizuki                | |
| 19-03-2009                            | Mother and Daughter, Raped Wedding Dress (母と娘 ～汚された花嫁衣裳～)                                   | Rookie RKI-001                      | Norihiro Takeuchi             | Con Reiko Makihara |
| 19-04-2009                            | The Ultimate Golden Ratio Body (究極の黄金比BODY)                                                        | S1 SOE-200                          | FLAGMAN                       | |
| 24-04-2009                            | Yuma Asami Suddenly Appears in Front of You (突然、目の前に麻美ゆま。)                                   | Alice Japan DV-1042                 | Eigo Mochizuki                | |
| 19-05-2009                            | Obscene Molester (猥褻痴漢)                                                                              | S1 SOE-217                          | Hideto Aki                    | |
| 22-05-2009                            | Endless TitFuck (終わらないパイズリ)                                                                     | Alice Japan DV-1053                 | KENGO                         | |
| 19-06-2009                            | Yuma Asami x Yuma Asami - Miracle Twin Sisters (麻美ゆま×麻美ゆま ミラクル双子姉妹)                      | S1 SOE-234                          | Hideto Aki                    | |
| 19-06-2009                            | Maison S1 Hotel Annex, Come For Shiofuki And Orgies (ギリモザ めぞんエスワン別館 イキまくり潮吹き大乱交) | S1 SOE-240                          | Iggy Coen                     | Con Akiho Yoshizawa, Mihiro, Ruru Anoa, Erika Kirihara, Risa Kasumi, Ai Sayama, Minori Hatsune & Rio (Tina Yuzuki)               |
| 26-06-2009                            | Yuma Asami in Erected Penis Exhibition (麻美ゆまの極太品評会)                                            | Alice Japan DV-1061                 |                               | |
| 07-07-2009                            | Raped in Front of Husband - 4 Hours (恥辱のレイプ4時間)                                                  | S1 ONSD-337                         |                               | Recopilatorio con Akiho Yoshizawa, Mihiro, Sora Aoi, Kaede Matsushima, Minori Hatsune, Megumi Haruka, Asami Ogawa & Emiru Momose |
| 19-07-2009                            | Seductive Care of a Squirting Nurse (潮吹きナースの誘惑看護)                                             | S1 SOE-250                          | Hideto Aki                    | |
| 24-07-2009                            | My Big Sister Is Naked and Needs it Bad (姉が裸族でガマンできない)                                       | Alice Japan DV-1069                 | Yuji Sakamoto                 | |
| 19-08-2009                            | Up Till The Last Drop (最後の一滴までシャブらせて)                                                       | S1 SOE-265                          | Ishibashi Wataru              | |
| 28-08-2009                            | Yuma Asami's High Class Soap Land (麻美ゆまの超高級ソープ！)                                             | Alice Japan DV-1077                 | Yuji Sakamoto                 | |
| 19-09-2009 (DVD) 01-10-2009 (Blu-ray) | Nasty Office Lady (OL) Story (ギリモザ OLびんびん物語 誘惑編)                                            | S1 SOE-280 (DVD) 9SOE-280 (Blu-ray) | Hara Ichigo (苺原)            | Con Risa Kasumi, Minori Hatsune, Kei Megumi & Megu Fujiura                                                                       |
| 25-09-2005                            | Sperm Bank Department (精子バンクぬきとり科)                                                             | Alice Japan DV-1086                 | Yuji Sakamoto                 | |
| 07-10-2009 (DVD) 01-11-2009 (Blu-ray) | No. 1 Body Conscious Style (ギリモザ NO.1 BODY CONSCIOUS STYLE)                                          | S1 SOE-287 (DVD) 9SOE-287 (Blu-ray) | Seishirou Bandou (坂東清四郎) | |
| 19-10-2009                            | Another Nasty Office Lady (OL) Story (ギリモザ OLびんびん物語 凌辱編)                                    | S1 SOE-301                          | Hara Ichigo Zack Arai         | Con Risa Kasumi, Minori Hatsune, Kei Megumi & Megu Fujiura                                                                       |
| 23-10-2009                            | Sex That Does Not End Until There Are 10 Ejaculations (10回射精するまで終わらないセックス 麻美ゆま)      | Alice Japan DV-1096                 | TAKE-D                        | |
| 19-11-2009 (DVD) 01-12-2009 (Blu-ray) | I Want Your Gorgeous Hip (ギリモザ 麻美ゆまの美尻に押しつぶされたい)                                     | S1 SOE-310 (DVD) 9SOE-310 (Blu-ray) | Midori Kohaku                 | |
| 27-11-2009                            | Naughty During a Telephone Call (電話中の彼女にいたずら)                                                 | Alice Japan DV-1107                 | Yuji Sakamoto                 | |
| 19-12-2009                            | Penis Addict Mama (ギリモザ オチンチン離れできない僕のママ)                                              | S1 SOE-326                          | Hideto Aki                    | |
| 25-12-2009                            | Asami Yuma Manages Your Ejaculation (麻美ゆまが、キミの射精を管理します)                                 | Alice Japan DV-1115                 | Yuji Sakamoto                 | |

### 2010
| Fecha de lanzamiento                  | Título                                                                                                 | Compañía e ID                       | Director           | Notas |
| ------------------------------------- | --- | ----------------------------------- | ------------------ | --- |
| 07-01-2010 (DVD) 01-02-2010 (Blu-ray) | S1 TV Broadcasting Station (エスワンTV THE芸能界 ヤリすぎ生放送！)                                     | S1 SOE-338 (DVD) 9SOE-338 (Blu-ray) | Hideto Aki         | Con Akiho Yoshizawa, Mika Kayama, Megu Fujiura, Aira Toda, Kanon Ohzora, Erika Kirihara, Cocomi Sakura and Shiori       |
| 19-01-2010                            | Please Ejaculate in My Body (私の体内に射精して)                                                       | S1 SOE-340                          | Zack Arai          | |
| 22-01-2010                            | All Members Pervert Bus (全員痴漢バス)                                                                 | Alice Japan DV-1126                 | Kenzo Nagira       | |
| 19-02-2010 (DVD) 01-03-2010 (Blu-ray) | Rape The Female Teacher, Cant Escape The Indignity (犯された女教師～逃れられない凌辱)                  | S1 SOE-355 (DVD) 9SOE-355 (Blu-ray) | Hideto Aki         | |
| 26-02-2010                            | Please Grade My Kiss (私のキスを採点してください)                                                      | Alice Japan DV-1131                 | Minami Haou        | |
| 19-03-2010                            | Hardcore Swordswoman (ハードコアに突き挿して)                                                          | S1 SOE-371                          | Hara Ichigo (苺原) | |
| 26-03-2010                            | The Sport Gym Woman (スポーツジムの女)                                                                 | Alice Japan DV-1142                 | Yuji Sakamoto      | |
| 07-04-2010 (DVD) 01-05-2010 (Blu-ray) | S1 TV Erotica Entertainment (THE芸能界エロすぎ大乱交 エスワンTV 裏ちゃんねる)                          | S1 SOE-385 (DVD) 9SOE-385 (Blu-ray) | Iggy Coen          | Con Akiho Yoshizawa, Erika Kirihara, Kokomi Sakura, Mika Kayama, Shiori Tsukimi, Megu Fugiura, Aira Toda & Kanon Ohzora |
| 19-04-2010                            | Complete Obedience M Secretary (完全服従どM秘書)                                                       | S1 SOE-386                          | Hideto Aki         | |
| 23-04-2010                            | Your Home Into Soap Land (キミの家を、ソープランドにします。)                                          | Alice Japan DV-1150                 | Minami Haou        | |
| 19-05-2010                            | Insertion and Kiss in Dokimo (挿れてるトキもキスして…)                                                 | S1 SOE-409                          | MonC 紋℃           | |
| 28-05-2010                            | Beautiful Bra-less Teacher (麗しのノーブラ先生)                                                        | Alice Japan DV-1158                 | Yuji Sakamoto      | |
| 19-06-2010 (DVD) 07-09-2010 (Blu-ray) | Attracting The Best Stereoscopic 3D Yuma Asami Sex BODY (3D×麻美ゆま 立体映像で魅せる極上BODYセックス) | S1 SOE-402 (DVD) 9SOE-402 (Blu-ray) | Yoshinori Kasuga   | En 3D |
| 25-06-2010                            | Learn English In Bed (ベッドで学ぶ英会話)                                                              | Alice Japan DV-1166                 | Minami Haou        | |
| 19-07-2010                            | First Experience Yuma Asami (初体験は麻美ゆま)                                                         | S1 SOE-430                          | FLAGMAN            | |
| 23-07-2010                            | Yuma's Body Has Become My Own! (ゆまのカラダを手に入れた！)                                            | Alice Japan DV-1173                 | Yuji Sakamoto      | |
| 19-08-2010                            | Yuma Asami Suddenly Becoming Horny (イキなり発情してきた麻美ゆま)                                      | S1 SOE-446                          | Hideto Aki         | |
| 27-08-2010                            | Precocious School Classmate (早熟すぎるクラスメイト)                                                   | Alice Japan DV-1183                 | cobo               | |
| 07-09-2010                            | Yuma Asami S1 Girls Collection 8 Hours (麻美ゆま エスワン8時間Special)                                 | S1 ONSD-449                         |                    | Recopilación |
| 19-09-2010                            | Erotic Celebrity Insatiable Sexual Desire (性欲を持て余すエロセレブ)                                   | S1 SOE-463                          | Hara Ichigo        | |
| 24-09-2010                            | Yes Everyday Pillow (毎日がYES枕 〜カラダがもたない新婚性活〜)                                         | Alice Japan DV-1193                 | Yuji Sakamoto      | |
| 19-10-2010                            | Incest Little Sister (近親相姦 発育し過ぎた妹のカラダ)                                                 | S1 SOE-481                          | 夢雪駄             | |
| 22-10-2010                            | AV Idol Photo Session (ＡＶアイドル撮影会)                                                             | Alice Japan DV-1203                 | X                  | |
| 07-11-2010                            | Two Beautiful Slut's Kiss and Sex (W 美しい痴女の接吻と性交)                                           | S1 SOE-491 (DVD) 9SOE-491 (Blu-ray) | Hitoshi Nimura     | Co-starring Akiho Yoshizawa                                                                                             |
| 26-10-2010                            | Nudist Girl Yuma Asami (ヌーディストの女 麻美ゆま)                                                     | Alice Japan DV-1212                 | Yuji Sakamoto      | |
| 19-12-2010                            | H-Cup Home Tutor - Teacher's Seduction (家庭教師 Hカップの先生に誘惑されて・・・)                      | S1 SOE-515                          | Hara Ichigo (苺原) | |
| 24-12-2010                            | Festival Woman (お祭り女 麻美ゆま)                                                                     | Alice Japan DV-1221                 | Minami Haou        | |

### 2011
| Fecha de lanzamiento | Título                                                                                                | Compañía e ID       | Director    | Notas |
| -------------------- | --- | ------------------- | ----------- | ----- |
| 19-01-2011           | Instant Sex! Anytime Anywhere (即ズボ！ ランプが鳴ったらどこでもセックス)                             | S1 SOE-531          | Hideto Aki  |       |
| 28-01-2011           | New Bus Tour Guide Yuma Asami On A School Trip (新米バスガイド・麻美ゆまが、修学旅行にご一緒します。) | Alice Japan DV-1230 | X           |       |
| 19-02-2011           | Deep Sex Hot Spring Yukata Girl (交わる体液、濃密セックス 乱れ咲き温泉編)                             | S1 SOE-548          | Minami Haou |       |

## Recursos
- «Blog oficial» (en japonés). Archivado desde el original el 26 de septiembre de 2008. Consultado el 30 de marzo de 2011.
- «Perfil y filmografía en S1» (en japonés). Archivado desde el original el 15 de abril de 2009. Consultado el 30 de marzo de 2011.
- «Perfil y filmografía con Alice Japan» (en japonés). Archivado desde el original el 11 de junio de 2015. Consultado el 30 de marzo de 2011.
- «AV Idol - Asami (Yuma Asami)». Consultado el 30 de marzo de 2011.
- «IMDb - Yuma Asami». Consultado el 30-03-2011].
- «YouTube - Yuma Asami cantando». Consultado el 30 de marzo de 2011.

- Datos: Q937359
- Multimedia: Yuma Asami / Q937359